# Різниченко Семен Федорович
Семе́н Фе́дорович Різниче́нко (нар. 1911 — пом. 7 грудня 1944) — радянський військовик часів Другої світової війни, командир 176-го гвардійського стрілецького полку 59-ї гвардійської стрілецької дивізії (46-а армія), гвардії підполковник. Герой Радянського Союзу (1945).

## Життєпис
Народився 1911 року в селі Новомиколаївці, нині Новоукраїнського району Кіровоградської області, в селянській родині. Українець. Навчався в рідному селі та в школі ФЗН у Дніпропетровську. Працював на заводі.
До лав РСЧА призваний 1933 року. Закінчив військове піхотне училище. Брав участь у боях біля озера Хасан. Член ВКП(б) з 1939 року.
Учасник німецько-радянської війни з серпня 1941 року. Старший політрук С. Ф. Різниченко обіймав посади воєнкома 28-го батальйону охорони штабу 18-ї армії Південного фронту, воєнкома 182-го армійського запасного стрілецького полку тієї ж армії. Брав безпосередню участь в оборонних боях на півдні України, неодноразово потрапляв у оточення, але завжди виходив з нього. 5 вересня 1941 року отримав поранення. У 1943 році закінчив КУКС «Постріл».
З 1943 року майор С. Ф. Різниченко — заступник командира зі стройової частини 911-го стрілецького полку 244-ї стрілецької дивізії 12-ї армії на Південно-Західному фронті.
З 1944 року — командир 176-го гвардійського стрілецького полку 59-ї гвардійської стрілецької дивізії на 4-у, 3-у та 2-у Українських фронтах.
Особливо гвардії підполковник С. Ф. Різниченко відзначився під час боїв на території Угорщини. В ніч на 5 грудня 1944 року полк під його командуванням успішно форсував річку Дунай і з ходу захопив плацдарм на правому березі. В ніч з 6 на 7 грудня в боях по розширенню плацдарму особисто підняв полк у атаку, просунувшись вперед на 12 кілометрів. Вранці 7 грудня раптовою атакою бійці полку захопили населений пункт Барачка, чим перетнули залізничний і шосейний шляхи з Будапешту на Секешфегервар. Протягом доби відбито кілька ворожих контратак при підтримці танків і артилерії супротивника. Під час бою був смертельно поранений осколками ворожого снаряду.
Похований на меморіальному цвинтарі в Кишиневі (Молдова).

## Нагороди
Указом Президії Верховної Ради СРСР від 24 березня 1945 року за зразкове виконання бойових завдань командування на фронті боротьби з німецькими загарбниками та виявлені при цьому відвагу і героїзм, гвардії підполковнику Різниченку Семену Федоровичу присвоєне звання Героя Радянського Союзу (посмертно).
Був нагороджений орденами Леніна (24.03.1945), Червоного Прапора (31.08.1944), Кутузова 3-го ступеня (16.10.1943), Червоної Зірки (11.07.1942) і медалями.